# HECW1
HECW1‏ (HECT, C2 and WW domain containing E3 ubiquitin protein ligase 1) هوَ بروتين يُشَفر بواسطة جين HECW1 في الإنسان.